# Balizia elegans
Balizia elegans är en ärtväxtart som först beskrevs av Adolpho Ducke, och fick sitt nu gällande namn av Rupert Charles Barneby och James Walter Grimes. Balizia elegans ingår i släktet Balizia och familjen ärtväxter. Inga underarter finns listade i Catalogue of Life.